# Église Saint-Michel de Sihanoukville
L'église Saint-Michel est la seule église catholique romaine de la ville portuaire de Sihanoukville. Construite dans les années 1960, elle est l'une des rares églises du Cambodge à avoir survécu à la destruction systématique des églises et des pagodes sous la terreur des Khmers rouges.

## Histoire

### Une nouvelle église pour une ville nouvelle de 1957 à 1970
Avant 1956, l'Église catholique à Sihanoukville ne comptait aucun chrétien. En 1957, un petit groupe de chrétiens français et vietnamiens s'installe autour du nouveau port construit en l'honneur du roi Sihanouk. Le vicaire apostolique de l'époque, Monseigneur Gustave Raballand envoie alors le Père Yves Ramousse pour célébrer avec eux la messe de Pâques et dès lors, ce dernier s'efforce de leur rendre visite de temps en temps. Dès que le père Yves Ramouse est ordonné évêque pour succèder à Monseigneur Raballand comme vicaire apostolique, Ramousse envoie une lettre au roi Sihanouk l'implorant de léguer un terrain à Sihanoukville pour la construction d'une église catholique. Le roi répond favorablement à sa demande. En 1961, le roi Sihanouk légue officiellement un terrain proche de la Pagode supérieure pour la construction de cette église. La même année, une petite église est inaugurée par l'évêque Ramousse avec le père Ahadoberry, un prêtre basque, qui fera construire l'église actuelle grâce aux conseils du célèbre architecte cambodgien Vann Molyvann. En 1965, l'église catholique de Sihanoukville est achevée; la communauté chrétienne compte alors 3 à 4 familles chrétiennes catholiques.
Le père Ahabdoberry y poursuit son travail apostolique jusqu'en 1967, puis il rentre en France.

### Le dévelopemment de la communauté chrétienne à l'époque de Lon Nol en 1970-1975
En 1970 -1975 pendant la guerre civile au Cambodge sous le règne de Lon Nol, le nombre de résidents catholiques à Sihanoukville augmente continuellement; on compte alors près de 20 familles catholiques. Parmi eux, une jeune religieuse vietnamienne s'installe et fonde près du marché un foyer d'accueil pour les orphelins.

### Persécution et transformation entre 1975 et 1991
À cause de la terreur et des crimes des Khmers rouges entre 1975 et 1979, l'Église a été fermée et tous les chrétiens ont été contraints aux travaux forcés; leur foi a été persécutée, même jusqu'au martyre. Personne ne sait combien d'entre eux ont survécu. De 1975 à 1990, sous le régime communiste, l'église a été utilisée comme un abri pour animaux, et comme salle de stockage. Alors que plus de 50 églises catholiques et des dizaines de monastères bouddhistes ont été détruits pendant cette période, l'église de Sihanoukville a été laissée intacte dans sa structure, bien que toute sa décoration intérieure ait été déchirée.

### Une église ressuscitée de 1991 à nos jours sous le patronage de Saint Michel

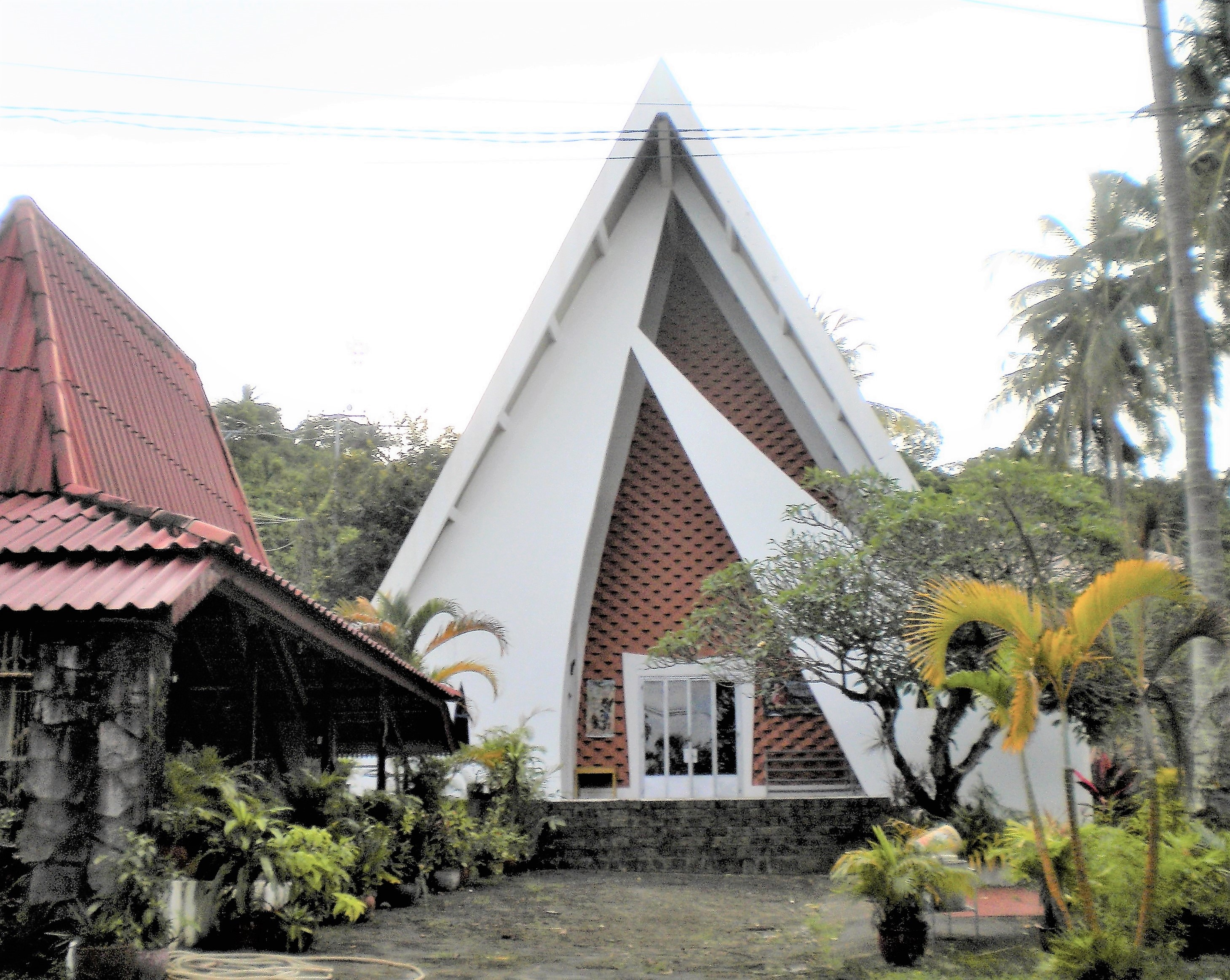
L'église Saint-Michel est une des rares églises catholiques du Cambodge à avoir survécu aux atrocités et aux destructions des Khmers rouges.

En 1991, l'Église est devenue le quartier général des soldats de l'APRONUC sous la direction du colonel Leng Soun, venu pour aider à préparer les élections nationales. Certains d'entre eux étaient des chrétiens catholiques. Le colonel répond à la demande des soldats pour qu'un prêtre célèbre la messe avec eux. Monseigneur Yves Ramousse vient alors célébrer sa première messe après la guerre civile dans l'église. Certains des soldats de l'APRONUC, notamment les Sapeurs Parachutistes du 17e régiment du génie parachutiste qui s'étaient retrouvés à Angkor le 3 octobre 1992 pour les festivités de la Saint-Michel, se confient à l'intercession de l'archange Saint Michel comme protecteur. Ils écrivent une icône de Saint Michel Archange devant l'église. Depuis lors, le patronage de l'Église catholique de Sihanoukville a été accordé à Saint Michel. Le 14 décembre 1993, après un long processus de négociation, Yves Ramousse a pu récupérer l'église après le départ des forces armées. Vers la fin de 1993, le nombre de familles chrétiennes augmentait. Le père Robert Venet devient alors curé de la nouvelle paroisse. Une maison de 2 étages avec 5 chambres a été construite comme presbytère à cette époque. De 1993 à 2001, le père Robert Venet a fondé d'autres communautés catholiques proche de Sihanoukville et de ses environs jusqu'à Koh Kong et Sre Ambel. Il a ouvert un hospice pour les garçons et a offert des bourses aux pauvres.
En 2012, le père Sun a été le premier prêtre cambodgien nommé curé de la paroisse Saint-Michel de Sihanoukville. La communauté chrétienne continue de croître et inclut aujourd'hui un certain nombre de fidèles chinois, à la suite de l'évolution démographique de la ville portuaire.

## Architecture
L'église est située au sommet de la colline avec vue sur la baie de Sihanoukville. L'église Saint-Michel a été construite dans le style de la nouvelle architecture khmère (khmer: ស្ថាបត្យកម្ម បែបថ្មី) par le missionnaire français Ahadoberry avec les conseils de l'architecte khmer Vann Molyvann,. Il crée ainsi une atmosphère gracieuse bien différente de l'architecture plus pompeuse de la Cathédrale du Christ-Roi de Phnom Penh. Vann Molyvann dirigeait deux autres chantiers à Sihanoukville, tous deux achevés en 1968: la brasserie SKD et les logements du personnel et la Banque nationale du Cambodge et les logements du personnel. L'église, qui suit une orientation traditionnelle, est considérée comme «très originale» par d'autres missionnaires à l'époque. Elle fait un usage innovant du béton armé typique de l'architecture néo-khmère. Deux pans abruptes de tuiles rouges reposent sur des liteaux en bois donnant à l'église une forme de A, typique des années 1960 et qu'un autre architecte khmer, Lu Ban Hap, reprendra pour construire sa propre maison emblématique. La structure est fondée sur une base en béton et un entrelacs de briques, qui évoque la forme des voiles. La structure générale de l'église renvoie ainsi à l'image du navire, symbole traditionnel de l'Église catholique.